# Code de criminalité en Iran
 (mai 2013).
Si vous disposez d'ouvrages ou d'articles de référence ou si vous connaissez des sites web de qualité traitant du thème abordé ici, merci de compléter l'article en donnant les références utiles à sa vérifiabilité et en les liant à la section « Notes et références ».
 (mai 2013).
- Si vous ne connaissez pas le sujet, laissez ce bandeau (vous pouvez alors contacter les auteurs).
- Si vous supprimez le contenu mis en cause (vous pouvez préalablement contacter les auteurs),

argumentez précisément cette suppression dans la page de discussion
(un manque de référence n'est pas un argument ; une recherche réelle de référence doit avoir été effectuée, être formellement documentée).
Il n'existe pas de code pénal iranien mais un ensemble de textes réunis sous le nom de lois pénales islamiques actuellement en vigueur en Iran a qui ont été approuvées par le Majles d'Iran (parlement) le 30 juillet 1991 et ratifiées par le Conseil de discernement le 28 novembre 1991.
Ces lois sont divisées en :
- Code de criminalité islamique (rédigé durant la révolution islamique et basé sur la charia et servant de base législative)
- Lois pénales votées par le parlement iranien, le Majlis
- Code de procédure pénale permettant l'application des lois pénales

## Code de criminalité
Le système politique iranien est divisé en 3 parlements, l'assemblée ou Majles, le Sénat ou Assemblée des experts et le Conseil des gardiens de la Constitution (conseil constitutionnel religieux), auxquels il faut ajouter le Conseil de discernement (équivalent du Conseil d'Etat). Il fallait donc garantir dès l'avènement de la République Islamique la compatibilité des lois de l'assemblée avec les textes islamiques.
C'est donc avant l'écriture des lois pénales et du code de procédure pénale qu'a été rédigé le code de criminalité iranien. Au même titre que la constitution, ce code sert de référence consultable par le législateur iranien, et n'est pas, en principe, appliqué directement par les magistrats. Cependant, il peut arriver que des cours de justice y aient directement recours, ce qui fait l'objet de débats animés en Iran.
Juste après l'élection du premier parlement iranien pendant la révolution de 1979, le  Majlis de la République islamique et le Conseil des gardiens de la Constitution ont donc rapidement codifié des caractéristiques importantes de la charia dans le droit en passant deux projets phares :
- Les lois du Tazir ou  Qanon-e  Ta'zir (loi sur les sanctions durables). Les lois du Ta'zir traitent non seulement de droit pénal [1] mais elles ont donné aux juges le pouvoir d'exécuter et d'emprisonner les personnes reconnues coupables de crimes tels que « la guerre à Dieu » (équivalent à une trahison / terrorisme) et de « comploter » avec les puissances étrangères. Elle leur a aussi donné le pouvoir de prononcer des peines telles que 74 coups de fouet pour  « outrage à un agent public », « réunions illégales », « vente de boissons alcoolisées », « atteinte à l'ordre public » et « mensonge aux autorités »[2].

- Les lois de Qisas ou Qanon-e Qisas (loi de vindicte). Cette loi a codifié d'autres aspects de la charia. Elle subdivise les crimes en  hadd, les crimes contre Dieu, et les crimes contre d'autres êtres, humains et animaux. Certaines peines sont obligatoires, d'autres, discrétionnaires. Dans les temps durs de l'après-révolution, cette loi a été basée sur la notion de loi du Talion. Ainsi, la loi Qisas appelle à « œil pour œil, dent pour dent, une vie pour une vie », sauf si la victime ou sa famille pardonnent l'auteur des faits, et / ou de acceptent de recevoir une compensation pour la mort / blessure (prix du sang).

En 1991-1994, l'Iran a combiné  toutes ces lois sur le site du ministère de la Justice, consultable librement sur le site ghavanin.ir en même temps que les lois pénales et le code de procédure pénale.

## Modifications apportées vis-à-vis de la charia par les lois pénales islamiques
Le pouvoir judiciaire iranien ne transcrit pas directement la charia, mais s'appuie sur les lois du code civil, du code de procédure pénale et sur les lois pénales islamiques dont les textes sont votés par le parlement, théocratique cependant. 
Les lois de la République islamique « modifient la charia de trois façons importantes » :
Elles donnent à l'État le « dernier mot » sur la peine de mort en permettant l'appel en cour suprême et permettent de réviser les condamnations à mort pouvant être prononcées par les magistrats locaux. Dans sa forme originelle, la charia ne permettait pas l'appel,  et  aurait donné aux juges locaux le dernier mot, comme au temps de l'après-révolution.
Pour des peines légères, le verdict des juges est définitif. Pour des crimes graves, il peut être fait appel à la Cour d'appel provinciale. Dans un crime capital, l'appel se fait à la Cour suprême de cassation. Parfois les accusés vont d'appels en appels pendant des années, en fonction du degré de preuve contre eux s'il existe un « doute raisonnable ». Enfin, les condamnés peuvent être rejugés, généralement dans le même tribunal qui a les condamnés.
- Ces lois permettent d'utiliser des preuves circonstancielles sous l'appréciation du juge magistrat.

- Enfin, le système judiciaire a mis en place l'emprisonnement à perpétuité ou « à long terme » sous la rubrique « peines discrétionnaires » et qui n'était pas utilisé dans le code de criminalité initial.  Mais certains juges locaux, continuent cependant de préférer les châtiments corporels[4]

En 2008, alors chef de l'organisation judiciaire l'ayatollah Hashemi Shahroudi (considéré comme un modéré) a demandé aux juges de procéder à plus de peines corporelles et moins d'emprisonnement, parce que « l'emprisonnement à long terme est coûteux, n'est pas efficace, et réinsère des criminels dans la société ».

## Les lois du Qisas
Qisas (la loi du talion / rétribution) est une classe de délits qui selon la charia implique qu'il y ait eu des blessures infligées à la victime, c'est-à-dire en droit français, l'équivalent d'un crime. Si une personne a intentionnellement tué ou mutilé une autre personne, la victime (ou la famille de la victime) a droit à rétribution « équivalente ». Toutefois, la victime (famille de la victime) peut pardonner l'auteur dans ce cas, la peine n'est pas exécutée (principe du grand pardon en Islam). Si c'est le cas, l'auteur doit cependant rétribuer le prix du sang (diyya) pour compenser la blessure ou le décès dont il s'est rendu coupable.
S'il y a eu homicide volontaire (qatl-e-amnd) ou coups et blessures volontaires (zarb-Jahr amnd), les lois de Qisas peuvent être appliquées. Si la mort était accidentelle (homicide involontaire coupable) (qatl-e-na-amd) ou des blessures involontaires (zarb-Jahr na-amnd), les lois de Qisas ne peuvent être appliquées, mais la personne peut encourir jusqu'à 3 ans de prison et/ou doit s'acquitter de la compensation du préjudice subi . Si un enfant à naître a été tué, avec intentionalité de tuer, la peine maximale est de 1 à 3 ans de prison.
Le juge condamne l'auteur, et ne détermine pas si les lois de Qisas seront appliquées ou non (bien qu'il puisse tenter d'influencer la décision). Cela ne sera envisagé qu'en appel, si la personne est déclarée coupable en appel. L'âge légal pour être jugé selon le Qisas est de 15 ans, ce qui a donné lieu à une certaine controverse en raison d'exécutions supposées de mineurs par des cours locales (que les autorités sont impuissantes à arrêter). 
En 2012, les autorités ont émis un décret interdisant que la Qisas soit appliquée pour les jeunes de moins de 18 ans, sauf dans de rares cas.
Il existe une propagande occidentale indiquant que l'Iran, pays musulman, utiliserait le calendrier lunaire pour déterminer ces âges. Or, le calendrier officiel iranien est un calendrier solaire, zoroastrien, dont le début a été recalé sur l'année de l'hégire.
Si pardonné, le condamné peut néanmoins être affligé d'une peine de droit civil discrétionnaire, par exemple 10 ans de prison sous l'accusation de meurtre, s'il existe des circonstances aggravantes. Tous les meurtriers doivent purger un minimum de 2-3 ans d'emprisonnement. Ceux qui ont tué involontairement ne peuvent recevoir aucune sanction supplémentaire à moins que leur responsabilité soit également mise en cause dans un autre crime (sanction de récidive).
Les lois de Qisas sont considérées par les savants islamiques comme extrêmement justes et équitables. 
Par comparaison, en Occident, la famille de la victime n'a rien à dire dans la peine que l'auteur reçoit, mais dans la loi islamique, un meurtrier pourrait être exécuté ou pardonné selon les souhaits de la famille. Dans les cas de meurtres intentionnels, la peine peut parfois être retardée de 5 ans afin d'augmenter les chances d'un règlement à l'amiable, et permettre au criminel de constituer la somme demandée pour le sang.

Les lois de Qisas ne peuvent pas être appliquées : 
en cas de légitime défense, 
d'homicide involontaire,
d'affaire n'ayant pas les exigences de preuve, 
sur les mineurs (avant 2012 à l'âge pubère, c'est-à-dire 15 ans pour les garçons et 9 pour les filles, mais actuellement après 18 ans), 
sur les malades psychiatriques, 
sur une personne qui a assassiné son conjoint et / ou son amant pris en flagrant délit d'adultère, 
sur un père ou une mère qui a tué ses enfants.
Selon le crime, ils seraient punis par une peine discrétionnaire tazir, allant de l'absence de peine à la prison à vie. Parfois, la peine de mort peut être utilisée si la personne a été reconnue coupable de « corruption répandue sur la terre » ou « mohareb » (trafic de drogue par exemple). Les crimes passionnels ne sont pas reconnus comme une légitime défense, à l'exception du conjoint adultère. La légitime défense et la folie sont aussi étroitement définies. 
À l'exception de l'homicide involontaire, et les crimes où les exigences de preuve sont insuffisants, tous les autres crimes nécessitent le paiement de compensations pour préjudice (diyyeh). Si un meurtrier travaillait sous les ordres d'une autre personne et qu'il / elle peut le prouver, il/elle recevra une peine de tazir (emprisonnement, amendes et / ou châtiment corporel, plus rarement la peine de mort), tandis que la personne (s) qui a ordonné le meurtre subira les lois de Qisas et devra payer le diyyeh.

## Sources
1. ↑   par Christoph Werner de Confessions Tortured : les prisons et les rétractations publiques en Iran moderne, dans British Journal of Middle Eastern Studies © 2000, p.239 -40
2. ↑  name="Retribution loi p.133"> 1981. 'The Complete Text of the Retribution Law' Iran Times, 6 March 1981. see also : 22 May 1981, 15 October 1982. quoted in Tortured Confessions by Ervand Abrahamian, University of California Press, 1999, p.133
3. ↑  ,Site du ministère de la Justice iranien
4. ↑   Ervand Abrahamian, Confessions Tortured 1999, p.134